# Tersilochus tripartitus
Tersilochus tripartitus là một loài tò vò trong họ Ichneumonidae.